# The Sunshine Underground
The Sunshine Underground est un groupe anglais de rock indépendant originaire de Leeds formé en 2004. Ils jouent un mélange de funk, d'indie et d'electro, que l'on peut retrouver sur leurs trois albums studio : Raise the Alarm, Nobody's Coming to Save You et The Sunshine Underground.

## Biographie
Les membres du groupe sont originaires de Shrewsbury et Telford. The Sunshine Underground s'est formé à Leeds en 2004.  Après des premières parties remarquées de LCD Soundsystem et des concerts à Londres et Leeds à guichet fermé, le groupe gagne le trophée du "meilleur groupe Live de l'année" aux Leeds Music Awards.
Le nom du groupe est tiré d'un titre de The Chemical Brothers, présent sur l'album Surrender.
Ils travaillent ensuite sur leur premier album, Raise the Alarm, qu'ils finissent d'enregistrer en mai 2006 et qui sort en Angleterre le 28 août 2006. Ils écument alors les festivals au printemps/été 2006. Puis tournent au mois de novembre dans des lieux de plus en plus grand à travers la Grande-Bretagne, incluant des villes telles que Glasgow, Preston, Barnsley et Londres. Ils apparaissent à l'affiche des Rencontres Trans Musicales de Rennes en 2006. Ils font en mai une petite tournée française puis jouent dans les plus grands festivals en Grande-Bretagne (Reading and Leeds Festivals / T in the Park / Glastonbury Festival) puis viennent jouer aux Solidays à Paris avant de repartir pour une tournée au Japon.
Le 26 mai 2016, après 10 ans d'existence, le groupe annonce sa séparation sur son site officiel et sa page Facebook. Un 4e album est actuellement en préparation et une tournée d'adieu aura lieu en octobre 2016.

## Composition

### Membres actuels
- Craig Wellington : chant, guitare
- Stuart Jones : guitare
- Matthew Gwilt : batterie

### Anciens membres
- Daley Smith : basse (2004 - 2011)

## Discographie

### Albums studio
- 2006 : Raise the Alarm

1. Wake Up (2:31)
2. Put You in Your Place (3:14)
3. Dead Scene (3:55)
4. The Way It Is (5:14)
5. Commercial Breakdown (3:50)
6. Somebody's Always Getting in the Way (3:00)
7. Borders (4:02)
8. Panic Attack (3:44)
9. I Ain't Losing Any Sleep (4:19)
10. My Army (4:09)
11. Raise the Alarm (5:15)
12. Climbing Up the Walls (3:37)

- 2010 : Nobody's Coming to Save You

1. Coming to Save You (4:28)
2. Spell It Out (3:52)
3. We've Always Been Your Friends (4:13)
4. In Your Arms (5:14)
5. A Warning Sign (5:00)
6. Change Your Mind (4:40)
7. Any Minute Now (3:36)
8. Here It Comes (4:42)
9. One by One (3:55)
10. The Messiah (5:27)

- 2014 : The Sunshine Underground

1. Start (5:54)
2. Finally We Arrive (4:09)
3. Nothing to Fear (3:53)
4. Don't Stop (5:06)
5. Battles (7:07)
6. Nightlife (4:21)
7. The Same Old Ghosts (6:26)
8. It Is Only You (6:07)
9. Turn It On (3:29)
10. Here Comes the Storm (4:55)

- 2016 : Luminescent

1. Rise (5:39)
2. Something's Gonna Happen (3:37)
3. Sunbeam (5:08)
4. Today (4:03)
5. Luminescent (4:28)
6. Open Up (3:46)
7. Shimmer (4:21)
8. Skyline (4:18)
9. Radiator (6:27)

### EP
- 2009 : Everything, Right Now

1. Animals (4:13)
2. Coming To Save You (4:26)
3. Dark Days (3:46)
4. Everything, Right Now (5:30)
5. Standby For Nothing (5:29)

### Compilation
- 2011 : Raise The Alarm B-Sides & Remixe